# Flemington (Géorgie)
Pour les articles homonymes, voir Flemington.
Flemington est une ville américaine située dans le comté de Liberty, en Géorgie. Selon le recensement de 2020, sa population est de 825 habitants.